# Hockey sur glace aux Jeux asiatiques d'hiver de 2003
Navigation
Gangwon 1999 Changchun 2007
Les tournois de Hockey sur glace aux Jeux asiatique d'hiver d'Aomori ont eu lieu du 30 janvier 2003 au 7 février 2003.
Le Japon remporte le tournoi masculin, son premier.
La Kazakhstan s'impose dans le tournoi féminin, son premier.

## Tournoi masculin
Les matchs sont joués Niida Indoor Rink à Hachinohe.

### Premier tour
Les deux premiers de chaque groupe se qualifient pour les demi-finales.

#### Groupe A
| 2 février 2003 | Japon | 39-0 (15-0; 16-0; 8-0) | Thaïlande | Niida Indoor Rink |
| 3 février 2003 | Chine | 24-2 (7-0; 9-1; 8-1)   | Thaïlande | Niida Indoor Rink |
| 4 février 2003 | Japon | 15-0 (5-0; 6-0; 4-0)   | Chine     | Niida Indoor Rink |

|   | Équipe    | PJ | V | N | D | Pts | Bp. | Bc. | Diff. |
| - | --------- | -- | - | - | - | --- | --- | --- | ----- |
| 1 | Japon     | 2  | 2 | 0 | 0 | 4   | 54  | 0   | +54   |
| 2 | Chine     | 2  | 1 | 0 | 1 | 2   | 24  | 17  | +7    |
| 3 | Thaïlande | 2  | 0 | 0 | 2 | 0   | 2   | 63  | -61   |

#### Groupe B
| 2 février 2003 | Mongolie     | 1-25 (0-16; 0-6; 1-3) | Kazakhstan   | Niida Indoor Rink |
| 3 février 2003 | Corée du Sud | 23-1 (9-0; 8-0; 6-1)  | Mongolie     | Niida Indoor Rink |
| 4 février 2003 | Kazakhstan   | 11-1 (8-1; 2-0; 1-0)  | Corée du Sud | Niida Indoor Rink |

|   | Équipe       | PJ | V | N | D | Pts | Bp. | Bc. | Diff. |
| - | ------------ | -- | - | - | - | --- | --- | --- | ----- |
| 1 | Kazakhstan   | 2  | 2 | 0 | 0 | 4   | 36  | 2   | +34   |
| 2 | Corée du Sud | 2  | 1 | 0 | 1 | 2   | 24  | 12  | +12   |
| 3 | Mongolie     | 2  | 0 | 0 | 2 | 0   | 2   | 48  | -46   |

### Match pour la cinquième place
| 6 février 2003 | Thaïlande | 4-2 (1-1; 1-0; 2-1) | Mongolie | Niida Indoor Rink |

### Demi-finales
| 6 février 2003 | Japon      | 11-2 (5-0; 3-0; 3-2) | Corée du Sud | Niida Indoor Rink |
| 6 février 2003 | Kazakhstan | 12-1 (3-1; 3-0; 6-0) | Chine        | Niida Indoor Rink |

### Match pour la troisième place
| 7 février 2003 | Corée du Sud | 2-6 (0-1; 2-2; 0-3) | Chine | Niida Indoor Rink |

### Finale
| 7 février 2003 | Japon | 7-2 (3-1; 1-1; 3-0) | Kazakhstan | Niida Indoor Rink |

### Classement final
|                    | Équipe       |
| ------------------ | ------------ |
| Médaille d'or      | Japon        |
| Médaille d'argent  | Kazakhstan   |
| Médaille de bronze | Chine        |
| 4                  | Corée du Sud |
| 5                  | Thaïlande    |
| 6                  | Mongolie     |

## Tournoi féminin
Les matchs se sont déroulés au Misawa Ice Arena à Misawa.
| 30 janvier 2003 | Corée du Nord | 2-3 (1-1; 0-1; 1-1)   | Kazakhstan    | Misawa Ice Arena |
| 30 janvier 2003 | Japon         | 21-0 (6-0; 9-0; 6-0)  | Corée du Sud  | Misawa Ice Arena |
| 31 janvier 2003 | Chine         | 30-1 (9-0; 8-0; 13-1) | Corée du Sud  | Misawa Ice Arena |
| 31 janvier 2003 | Japon         | 6-1 (1-0; 3-1; 2-0)   | Corée du Nord | Misawa Ice Arena |
| 2 février 2003  | Chine         | 8-1 (3-0; 4-1; 1-0)   | Corée du Nord | Misawa Ice Arena |
| 2 février 2003  | Japon         | 1-3 (0-0; 1-0; 0-3)   | Kazakhstan    | Misawa Ice Arena |
| 3 février 2003  | Kazakhstan    | 1-1 (0-1; 0-0; 1-0)   | Chine         | Misawa Ice Arena |
| 3 février 2003  | Corée du Sud  | 0-10 (0-6; 0-3; 0-1)  | Corée du Nord | Misawa Ice Arena |
| 5 février 2003  | Kazakhstan    | 19-0 1 (14-0; 5-0)    | Corée du Sud  | Misawa Ice Arena |
| 5 février 2003  | Chine         | 4-5 (0-2; 0-0; 4-3)   | Japon         | Misawa Ice Arena |

1 Note : match arrêté à 23:46 de jeu, les joueuses sud-coréennes refusant de continuer.
|                    | Équipe        | PJ | V | N | D | Pts | Bp. | Bc. | Diff. |
| ------------------ | ------------- | -- | - | - | - | --- | --- | --- | ----- |
| Médaille d'or      | Kazakhstan    | 4  | 3 | 1 | 0 | 7   | 26  | 4   | +22   |
| Médaille d'argent  | Japon         | 4  | 3 | 0 | 1 | 6   | 33  | 8   | +25   |
| Médaille de bronze | Chine         | 4  | 2 | 1 | 1 | 5   | 43  | 4   | +39   |
| 4                  | Corée du Nord | 4  | 1 | 0 | 3 | 2   | 14  | 17  | -3    |
| 5                  | Corée du Sud  | 4  | 0 | 0 | 4 | 0   | 1   | 80  | -79   |